# La revolución sexual (canción)
«La revolución sexual» es el primer sencillo del tercer álbum de estudio del grupo de pop La Casa Azul, de título homónimo lanzado en España por Elefant Records el 3 de noviembre de 2007.
Poco antes de la aparición del disco fueron puestas algunas canciones de este nuevo disco en el myspace oficial de La Casa Azul.

## Videoclip
El videoclip de esta canción fue lanzado simultáneamente con el disco. Es el primer videoclip en que los androides, los personajes, que en los discos anteriores aparecen como imagen del grupo, pasan a ser personajes secundarios y Guille Milkyway, único miembro real del grupo toma todo el protagonismo. Ha sido dirigido por Domingo González, al igual que el resto de videoclips del grupo.

## Tema candidato a Eurovisión
El tema fue presentado, en una edición recortada a 3', a la preselección española del Festival de Eurovisión, participando en una votación popular a través de Myspace, quedando en segundo lugar, y, posteriormente en un programa para la selección definitiva del representante de RTVE en Eurovisión titulado Salvemos Eurovisión, donde en la votación a través de SMS quedó en tercer lugar, siendo la ganadora «Baila el Chiki-chiki» de Rodolfo Chikilicuatre.

## Versiones
Además de la versión original en español, se han publicado tres versiones más de esta canción, una de ellas es la versión en inglés, otra es un dúo con la cantante coreana Yeongene (연진) y la otra es un dúo en alemán con la cantante francesa Françoise Cactus, las tres publicadas en 2008 por el sello Happy Robot en la edición coreana de La revolución sexual.
También se ha realizado una versión de esta canción en el programa Operación Triunfo 2017.
Además, en 2019 el grupo publicó una versión renovada de este tema.